# 康纳·威克姆
康纳·威克姆（英語：Connor Wickham，1993年3月31日—）是一名英格蘭足球運動員，司職前鋒，現效力查爾頓。他出身葉士域治，以16歲另11日成為球隊歷來最年青的上陣球員，於2010年歐洲U-17足球錦標賽，準決賽對法國包辦兩球，繼而在決賽射入奠勝球擊敗西班牙，為英格蘭U17歷來首次奪得錦標，並成為賽事最佳球員（Golden Player）。

## 生平

### 早年
域咸出生於英格蘭赫里福德郡郡治赫里福德，他的父親斯特凡（Stefan）在北愛爾蘭出生，是一名軍官。域咸自小便是一名利物浦球迷，視托利斯為偶像。域咸曾在雷丁的青少年隊參賽四年，當其父從奥尔德肖特調駐科尔切斯特後才離隊，並轉投葉士域治旗下。域咸在科尔切斯特就讀於菲利普摩兰特学校（Philip Morant School），並在GCSE考取8科A至C級的優異成績，亦是校隊的骨幹份子，年紀輕輕已是一名多產的入球球員。

### 球會
葉士域治
域咸於2009/10年球季才成為葉士域治青訓學院的首年學員，但在2009年4月11日已首次為一隊上陣，主場以1-3敗於唐卡士打以後補身份登場，當時僅16歲另11日，使他成為球會歷來上陣最年青的球員，比積臣·杜薩爾保持的舊紀錄少46日。兩天後他再於作客1-1賽和布里斯托城後補上陣。
2009年8月13日葉士域治在英格蘭聯賽盃第一圈作客出戰英乙球會梳士貝利，是域咸第四次為一隊上陣兼首次正選披甲，他不負所托個人梅開二度，但直到加時後雙方仍然3-3和局，需要互射十二碼決勝，域咸射入已隊第二球，協助球隊最終4-2獲勝晉級次圈賽事。直到翌年3月13日主場對斯肯索普域咸才取得首個聯賽入球，於完場前受傷補時射入奠勝球，以1-0取得主場勝仗，則未能打破積臣·杜薩爾處子上陣時兼取得聯賽入球的紀錄。4月5日域咸在作客對打比郡的第二個聯賽入球同樣在受傷補時取得，為球隊鎖定3-1勝局，同時在尚剩四輪聯賽確保護級成功，他在兩天前於渡過17歲生日後數天，與葉士域治簽訂首份為期兩年的職業球員合約。
2010年4月域咸獲選為「英格蘭足球聯賽每月最佳青年球員」，他於當時上陣4場射入3球。5月3日有報導指英超球會熱刺有意羅致域咸，願意付出500萬英鎊以取得其簽字加盟，同時更可於來季外借返回葉士域治，時任領隊萊·堅尼曾表示如果他放走域咸，將會被葉士域治的球迷執行「私刑」對付。相信熱刺初步500萬英鎊的出價已被葉士域治拒絕，而這支英冠球隊隨即為域咸掛上1,000萬英鎊的標籤，熱刺領隊哈利·列納不願付出超高天價，只還價800萬英鎊。而熱刺的北倫敦宿敵阿仙奴亦曾出價求售，同樣被葉士域治的董事會拒絕。
域咸於2010/11年球季季前訓練觸傷膝蓋，直到2010年9月11日對樸茨茅夫才以後補身份首次登場，但傷愈狀態未復，新球季上陣15場入球仍然掛零。2011年1月21日域咸與葉士域治續約至2013年。翌日主場迎戰唐卡士打，域咸打開入球進帳，下半場近門頂入，協助球隊以3-2獲勝，亦為新任領隊（Paul Jewell）取得主場首勝。
2011年1月21日域咸與葉士域治簽署新約至2013年。2月15日聯賽作客對唐卡士打演出首次帽子戲法，協助球隊大勝6-0而回。3月20日域咸獲選為「英格蘭足球聯賽年度最佳青年球員」兼「英冠年度最佳學徒球員」兩項大獎。4月8日域咸簽署延長合約至2014年。
新特蘭
2011年夏季據報英超球會利物浦及新特蘭有意羅致域咸，最終在6月29日落實加盟新特蘭，簽約四年，轉會費初步為810萬英鎊，潛在可增加至1,200萬英鎊，是葉士域治歷來收取最高的轉會費。
2013年2月8日，新特蘭將域咸外借到英冠谢周三為期一個月。
2013年11月1日，域咸第二度外借至英冠谢周三借用期至2014年1月。
2014年2月26日，新特蘭將域咸外借至英冠列斯聯直至球季結束。
2014年3月24日，新特蘭提早召回域咸歸隊。
2014年12月9日，域咸與新特蘭簽署一份新的四年半合約留隊至2019年夏季。
水晶宮
2015年8月3日，域咸以700萬英鎊加盟水晶宮，並簽約5年
普雷斯頓
域咸在2020-21赛季结束后合同到期后被水晶宫結束關係。他于2021年9月以一份到2022年1月的短期合同加入英冠俱乐部普雷斯顿。
米爾頓凱恩斯
2022年1月21日，域咸与英甲俱乐部米爾頓凱恩斯签订了一份直到 2021-22 赛季结束的短期合同。

### 國家隊
英格蘭U16
2008/09年球季域咸一面代表英格蘭U16參賽，並已隨時候命為英格蘭U17上陣，他於決賽2-0擊敗蘇格蘭U16後贏得勝利盾。
英格蘭U17
2009年8月11日域咸獲徵召加入英格蘭U17，為同月稍後舉行的3場國際賽備戰。2010年5月域咸獲選入英格蘭U17參加在列支敦斯登舉行的2010年歐洲U-17足球錦標賽決賽週大軍名單，分組賽首場3-1反勝捷克U17一仗表現出色，次仗1-0擊敗希臘U17後已穩奪出線資格，韋翰在分組賽最後一仗對土耳其U17獲得休戰。準決賽火拚法國U17，韋翰上半場梅開二度奠定勝局，最終2-1獲勝晉級決賽；2010年5月30日決賽對手為在國際賽場上炙手可熱的西班牙U17，域咸於42分鐘把握機會，扭過兩名敵衛再射球入網窩，反勝2-1，協助英格蘭U17首奪歐洲U-17足球錦標賽冠軍。
英格蘭U21
2010年11月15日英格蘭U21領隊補選域咸進隊備戰作客對德國U21的友誼賽，並於11月16日以後補身份首次上陣。

## 贊助
前韋斯咸及葉士域治球星保羅·葛達（Paul Goddard）擔任域咸的經紀，但他主要仍交由父親主理一切事務，於2010年與Umbro簽訂贊助合約，同年9月更與朗尼、祖·赫特、禾確特、阿當·莊臣、韋舒亞等為新英格蘭球衣拍攝廣告。

## 榮譽
英格蘭U16
- 勝利盾冠軍：2008年；

英格蘭U17
- 歐洲U-17足球錦標賽冠軍：2010年；

## 外部連結
- 足球数据库：康納·域咸的球员统计数据
- 葉士域治官網簡歷
- 英格蘭足總官網簡歷 （页面存档备份，存于）